# Mouhammed-Ali Dhaini
Mouhammed-Ali Najib Dhaini (in arabo محمد علي نجيب الدهيني‎?; Strömstad, 1º marzo 1994) è un calciatore svedese naturalizzato libanese, centrocampista dell'Ansar e della nazionale libanese.

## Carriera

### Club
Ha giocato tra la seconda e la quinta serie svedese.

### Nazionale
Il 12 novembre 2020 ha esordito con la nazionale libanese giocando l'amichevole persa 1-3 contro il Bahrein.

## Statistiche

### Cronologia presenze e reti in nazionale
| Cronologia completa delle presenze e delle reti in nazionale ― Libano | Cronologia completa delle presenze e delle reti in nazionale ― Libano | Cronologia completa delle presenze e delle reti in nazionale ― Libano | Cronologia completa delle presenze e delle reti in nazionale ― Libano | Cronologia completa delle presenze e delle reti in nazionale ― Libano | Cronologia completa delle presenze e delle reti in nazionale ― Libano | Cronologia completa delle presenze e delle reti in nazionale ― Libano | Cronologia completa delle presenze e delle reti in nazionale ― Libano |
| Data                                                                  | Città                                                                 | In casa                                                               | Risultato                                                             | Ospiti                                                                | Competizione                                                          | Reti                                                                  | Note                                                                  |
| --------------------------------------------------------------------- | --------------------------------------------------------------------- | --------------------------------------------------------------------- | --------------------------------------------------------------------- | --------------------------------------------------------------------- | --------------------------------------------------------------------- | --------------------------------------------------------------------- | --------------------------------------------------------------------- |
| 12-11-2020                                                            | Dubai                                                                 | Libano                                                                | 1 – 3                                                                 | Bahrein                                                               | Amichevole                                                            | -                                                                     | 61’                                                                   |
| 24-3-2021                                                             | Dubai                                                                 | Giordania                                                             | 1 – 0                                                                 | Libano                                                                | Amichevole                                                            | -                                                                     | 82’                                                                   |
| 9-6-2021                                                              | Goyang                                                                | Turkmenistan                                                          | 3 – 2                                                                 | Libano                                                                | Qual. Mondiali 2022                                                   | -                                                                     | 90+3’                                                                 |
| 13-6-2021                                                             | Goyang                                                                | Corea del Sud                                                         | 2 – 1                                                                 | Libano                                                                | Qual. Mondiali 2022                                                   | -                                                                     | 73’                                                                   |
| Totale                                                                |                                                                       | Presenze                                                              | 4                                                                     |                                                                       | Reti                                                                  | 0                                                                     |                                                                       |